# Everybody’s Golf
Everybody’s Golf, in Japan als みんなのGOLF (Minna no Gorufu) bezeichnet und in Nordamerika vormals auch bekannt unter dem Titel Hot Shots Golf, ist eine Sportspielreihe des japanischen Konsolenherstellers Sony. Die ursprünglich von Camelot Software Planning ins Leben gerufene Reihe erschien ab 1997 primär für die verschiedenen Spielkonsolen der PlayStation-Produktfamilie. Seit dem zweiten Titel liegt die Entwicklung der Serie beim japanischen Entwicklerstudio Clap Hanz.

## Beschreibung
Everybody’s Golf ist eine Sportspielreihe, die ihr Augenmerk im Gegensatz zu Simulationen wie EA Sports’ PGA Tour vorwiegend auf unkomplizierten Zugang und einen leicht humoristischen Ansatz setzt. Der erste Teil wurde 1997 von Camelot Software Planning für die erste PlayStation entwickelt und von Sony veröffentlicht.
Ähnlich wie in Nintendos Mario Golf, das ab 1999 ebenfalls von Camelot entwickelt wurde, ist die Grafik cartoonhafter gestaltet und die Spielfiguren werden im Anime-Stil präsentiert. Weder Figuren, noch die Golfplätze entsprechen dabei realen Vorbildern. Der Spieler startet zu Beginn mit einer begrenzten Auswahl an Spielfiguren, die er durch Turniersiege über computergesteuerte Gegenspieler allmählich erweitern kann. Neben dem Einzelspieler besitzen nahezu alle Titel auch Mehrspieler-Funktionen.
Bereits mit dem zweiten Titel, der 1999 für PlayStation erschien, ging die Verantwortung für die Weiterführung der Serie an das japanische Studio Clap Hanz über. Neben den Golfspielen erschienen mit Everybody’s Tennis zwei Ableger mit ähnlichem Schwerpunkt für die Sportart Tennis. Everybody’s Stress Buster aus dem Jahr 2010 ist eine Sammlung mehrerer Minispiele für die PlayStation Portable. 2017 veröffentlichte außerdem die Sony-Tochter ForwardWorks in Japan einen Mobile-Ableger für iOS und Android. Für PlayStation Home auf der PlayStation 3 existierte weiterhin ein eigener sog. Space für das Spiel.
Die Titelbezeichnungen variieren im Serienverlauf und je nach Veröffentlichungsraum. Neben unterschiedlichen regionalen Serienbezeichnungen (bspw. bis 2017 Hot Shots Golf in Nordamerika) wurde bisweilen auch auf Nummerierungen verzichtet. So erschien Everybody’s Golf 3 nie auf dem europäischen Markt, für die europäische Veröffentlichung von Everybody’s Golf 4 wurde daher auf die Nummerierung verzichtet. Auf ähnliche Weise erschien Everybody’s Golf 6 in Europa ohne Nummerierung, in Australien ebenfalls ohne Nummerierung, dafür mit dem Titelzusatz World Invitational, und in Nordamerika als Hot Shots Golf: World Invitational. Seit der PlayStation-4-Veröffentlichung wurde zumindest der Serientitel weltweit zu Everybody’s Golf vereinheitlicht.
Stand März 2017 hat sich die Reihe nach Schätzungen der japanischen Spielezeitschrift Famitsu ca. 14 Millionen Mal weltweit verkauft.

## Veröffentlichte Titel
| Spiel                       | GameRankings                   | Metacritic | Verkaufte Einheiten     |
| --------------------------- | ------------------------------ | ---------- | ----------------------- |
| Everybody’s Golf            | 81,50 %                        |            | 1,02 Mio. (Japan, 1997) |
| Everybody’s Golf 2          | 82,97 %                        |            |                         |
| Everybody’s Golf 3          | 85,78 %                        | 85 %       | 800.000 (2006)          |
| Everybody’s Golf 4          | 80,12 %                        | 80 %       |                         |
| Everybody’s Golf Portable   | 82,08 %                        | 81 %       |                         |
| Everybody’s Tennis          | 69,75 %                        | 70 %       |                         |
| Everybody’s Golf 5          | 81,94 %                        | 81 %       |                         |
| Everybody’s Golf Portable 2 | 83,20 %                        | 82 %       |                         |
| Everybody’s Stress Buster   | 55,00 %                        |            |                         |
| Everybody’s Tennis Portable | 81,41 %                        | 80 %       |                         |
| Everybody’s Golf 6          | 77,68 % (PSVita) 80,00 % (PS3) | 76 %       |                         |
| Everybody’s Golf            | 78,42 %                        | 78 %       |                         |
| Everybody’s Golf VR         |                                | 74 %       |                         |

| Jahr | Titel                       | US-Titel                           | Entwickler                | Plattform                       |
| ---- | --------------------------- | ---------------------------------- | ------------------------- | ------------------------------- |
| 1997 | Everybody’s Golf            | Hot Shots Golf                     | Camelot Software Planning | PlayStation                     |
| 1999 | Everybody’s Golf 2          | Hot Shots Golf 2                   | Clap Hanz                 | PlayStation                     |
| 2001 | Everybody’s Golf 3          | Hot Shots Golf 3                   | Clap Hanz                 | PlayStation 2                   |
| 2003 | Everybody’s Golf 4          | Hot Shots Golf Fore!               | Clap Hanz                 | PlayStation 2                   |
| 2004 | Everybody’s Golf Portable   | Hot Shots Golf: Open Tee           | Clap Hanz                 | PlayStation Portable            |
| 2006 | Everybody’s Tennis          | Hot Shots Tennis                   | Clap Hanz                 | PlayStation 2                   |
| 2007 | Everybody’s Golf 5          | Hot Shots Golf: Out of Bounds      | Clap Hanz                 | PlayStation 3                   |
| 2009 | Everybody’s Golf Portable 2 | Hot Shots Golf: Open Tee 2         | Clap Hanz                 | PlayStation Portable            |
| 2010 | Everybody’s Stress Buster   | Hot Shots Shorties                 | Clap Hanz                 | PlayStation Portable            |
| 2011 | Everybody’s Tennis Portable | Hot Shots Tennis: Get a Grip       | Clap Hanz                 | PlayStation Portable            |
| 2017 | Everybody’s Golf (6)        | Hot Shots Golf: World Invitational | Clap Hanz                 | PlayStation Vita, PlayStation 3 |
| 2017 | Everybody’s Golf            | Everybody’s Golf                   | Clap Hanz Japan Studio    | PlayStation 4                   |
| 2017 | Everybody’s Golf            | Everybody’s Golf                   | ForwardWorks              | Android, iOS                    |
| 2019 | Everybody’s Golf VR         | Everybody’s Golf VR                | Clap Hanz                 | PlayStation 4                   |